# Леон Сирочинський
Леон Сирочинський (пол. Leon Syroczyński; 12 травня 1844 — 16 травня 1925, Львів) — польський культурний діяч, професор гірництва, ректор Вищої політехнічної школи у Львові 1904—1905 роках.

## Біографія
Народився 12 травня 1844 року у Ситківцях Липовецького повіту в Україні.
Закінчив гімназію в Києві. Протягом 1861—1863 років вивчав медицину.
Учасник повстання 1863 року. У 1864 році був арештований і висланий до Австрії, звідти виїхав до Бельгії.
Протягом 1865—1869 років вивчав гірництво, у 1869—1871 роках працював у бельгійських шахтах. З 1871 по 1873 рік був інспектором залізниць у Голландії. У 1873—1877 — директор шахти бурого вугілля у Нижньому Граді в Галичині (в Євстахія Сангушка). Тут зумів ліквідувати пожежу і вибух газу в шахті.
У 1877—1897 працював гірничим інженером Крайового виділу у Львові. У 1891—1897 роках — доцент загального гірництва (гірництва, нафти та воску) у Політехніці. Протягом 1897—1917 — професор, керівник катедри гірництва, у 1915—1919 викладач техніки буріння глибоких свердловин та експлуатації нафтових родовищ.
Куратор Школи гірництва в Бориславі, член Міжнародного товариства інженерів і техніків у Відні, doctor Honoris Causa у Кракові, член різноманітних професійних і громадських товариств, співробітник львівського часопису «Правда», де виступав під псевдонімами Левко Чорний, Левко Гончаренко.
Автор численних наукових публікацій.
Помер 1925 року у Львові.